# Dwayne Allen

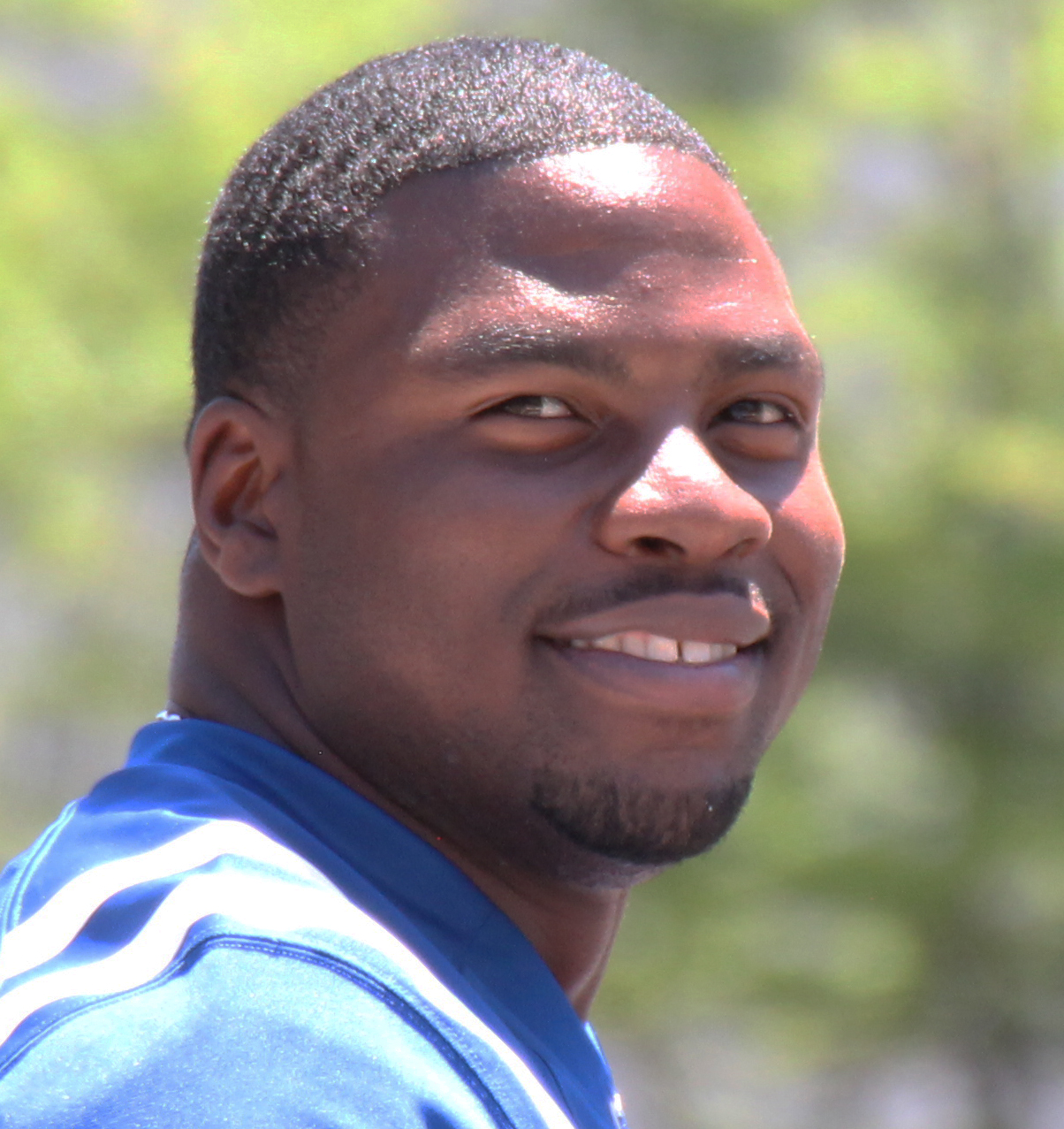
Dwayne Allen 2015.

Dwayne Allen, född 24 februari 1990 i Fayetteville i North Carolina, är en amerikansk utövare av amerikansk fotboll. Han har spelat i NFL, nämligen 2012–2016 för Indianapolis Colts och 2017–2018 för New England Patriots.
Allen spelade collegefotboll vid Clemson University. Han draftades 2012 i tredje omgången av Indianapolis Colts.